# Orthocidaris
Orthocidaris is een geslacht van uitgestorven zee-egels uit de familie Pedinidae.

## Soorten
- Orthocidaris inermis (Gras, 1848) †